# Museo del Algodón y Fábricas de San José de Suaita
El Museo del Algodón y Fábricas de San José de Suaita es un museo ubicado en el corregimiento de San José de Suaita, en la zona rural del municipio de Suaita, departamento de Santander, Colombia. 

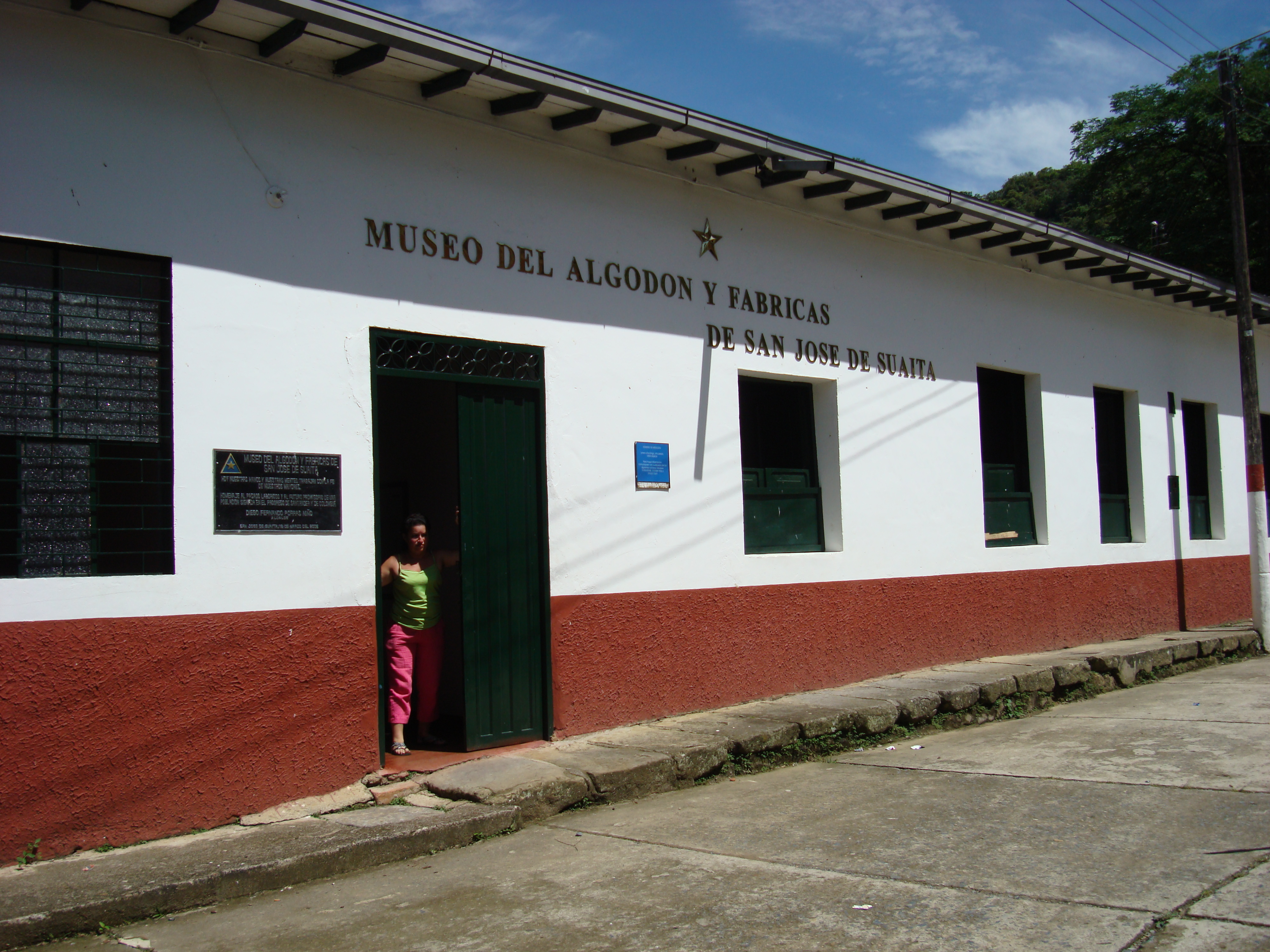
Fachada del Museo.

## Historia
El complejo industrial de San José de Suaita existió entre los años 1907 y 1981, en San José de Suaita, zona rural del sur de Santander. Contó con un ingenio azucarero, modernización de la ancestral producción de pan de azúcar (1), una chocolatería, una destilería, un molino de trigo y una fábrica textil que pretendía dar una nueva fuerza a la tradicional producción de algodón y de lienzo de la hoya del río Suárez.

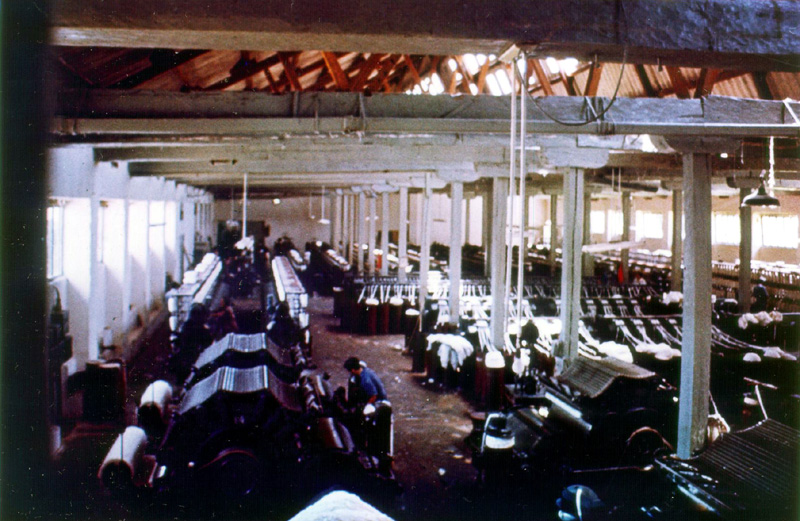
Hilanderías de las fábricas, años 70.

Sus fundadores fueron cuatro hermanos, liderados por Lucas Caballero Barrera, importante personaje de la primera mitad del siglo pasado: fue general de la Guerra de los Mil Días, ministro del general Reyes y presidente del Partido Liberal, entre otras altas funciones que ocupó a lo largo de su vida.

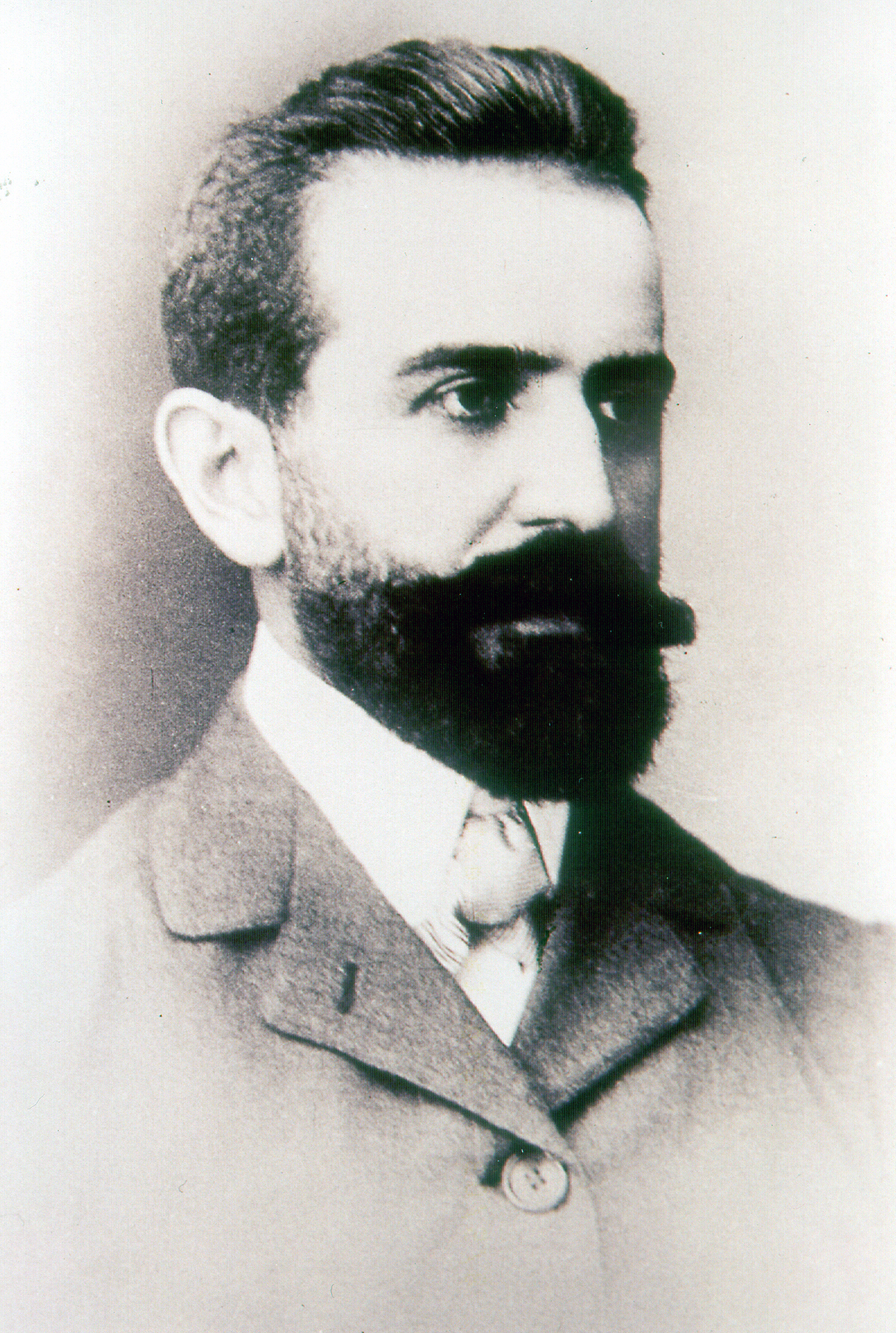
Lucas Caballero Barrera.

Las Fábricas de San José de Suaita se ampliaron considerablemente en 1912 con aportes de capitales europeos, llamándose entonces la “Sociedad Industrial Franco-belga”. La importación de los equipos de esta segunda fase de la historia de la empresa fue toda una odisea, ya que en esta época San José no disponía sino de caminos de arriería para sus relaciones con el resto del país, situación que contribuyó también a complicar la comercialización de sus productos.

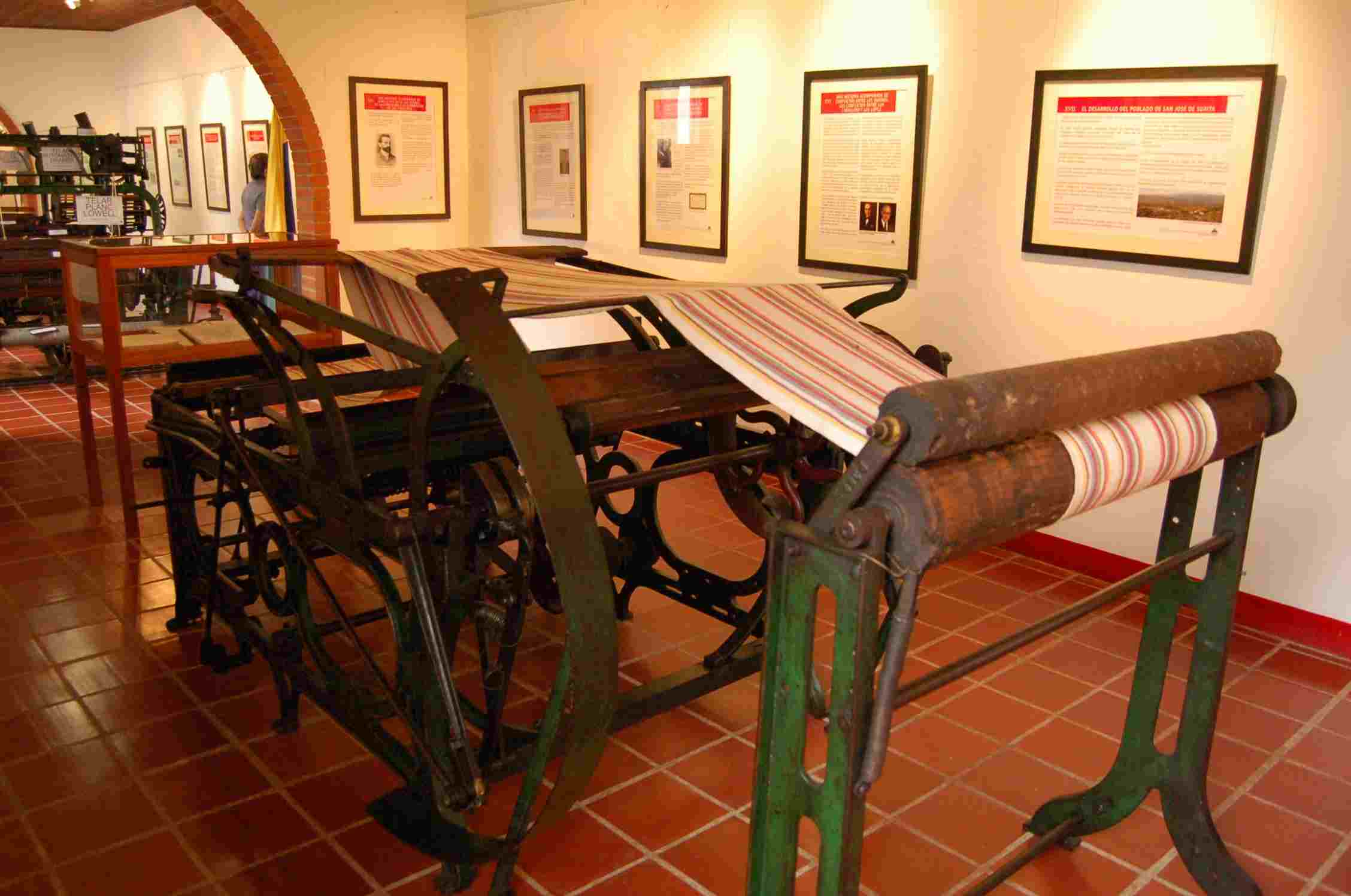
Dobladoras del museo.

Estas dificultades condujeron a una grave crisis entre los socios colombianos y europeos. Al mando exclusivo de la empresa entre 1918 y 1944, los franco-belgas se enfrentaron a una sonada ofensiva de la familia Caballero para recuperar sus bienes y sus sueños, mientras la empresa, entonces reducida al sólo aspecto textil, acumulaba un creciente rezago ante el desarrollo de las empresas antioqueñas.

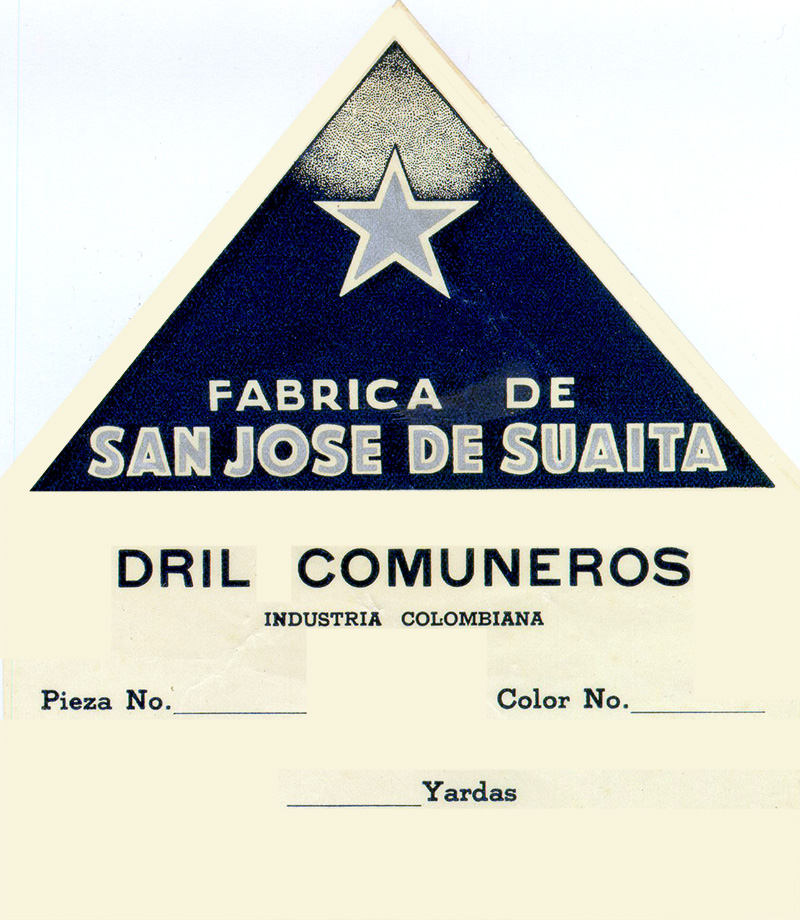
Etiqueta del "Dril Comuneros", producido en las fábricas de San José.

En 1944, los Caballero retomaron el control de sus inversiones, pero iniciaron a partir de este momento nuevos conflictos, esta vez entre los accionistas nacionales. El entonces hijo del presidente Alfonso López Pumarejo y futuro presidente Alfonso López Michelsen se había casado con la hija de un hermano de Lucas Caballero Barrera, y a raíz de esta unión, empezó a tener una influencia cada vez mayor en la Sociedad de Hilados y Tejidos de San José de Suaita S.A., nueva razón social de esta fábrica.

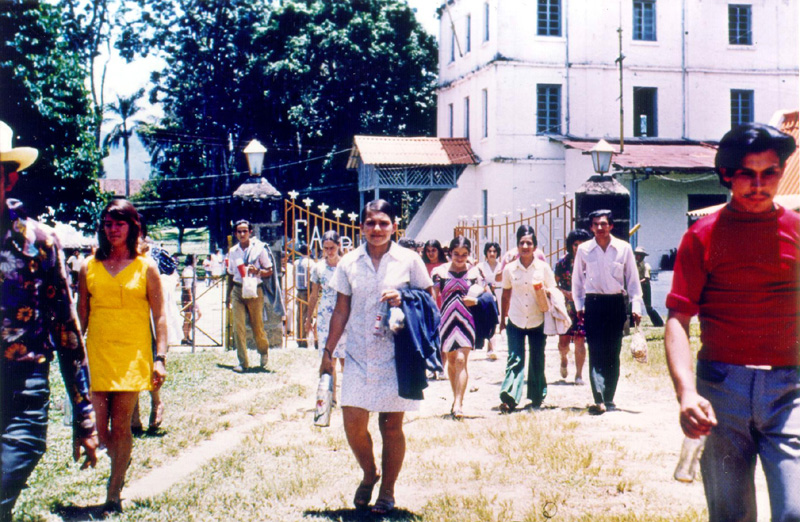
Salida de trabajadores de las fábricas de San José, años 70.

Los pormenores de esta situación condujeron la rama de la familia Caballero allegada a Alfonso López a enfrentarse a las demás ramas de esta misma familia. Por la talla de los contrincantes (en particular los renombrados escritores Eduardo y Lucas Caballero Calderón), las polémicas tomaron en varias oportunidades dimensiones nacionales.

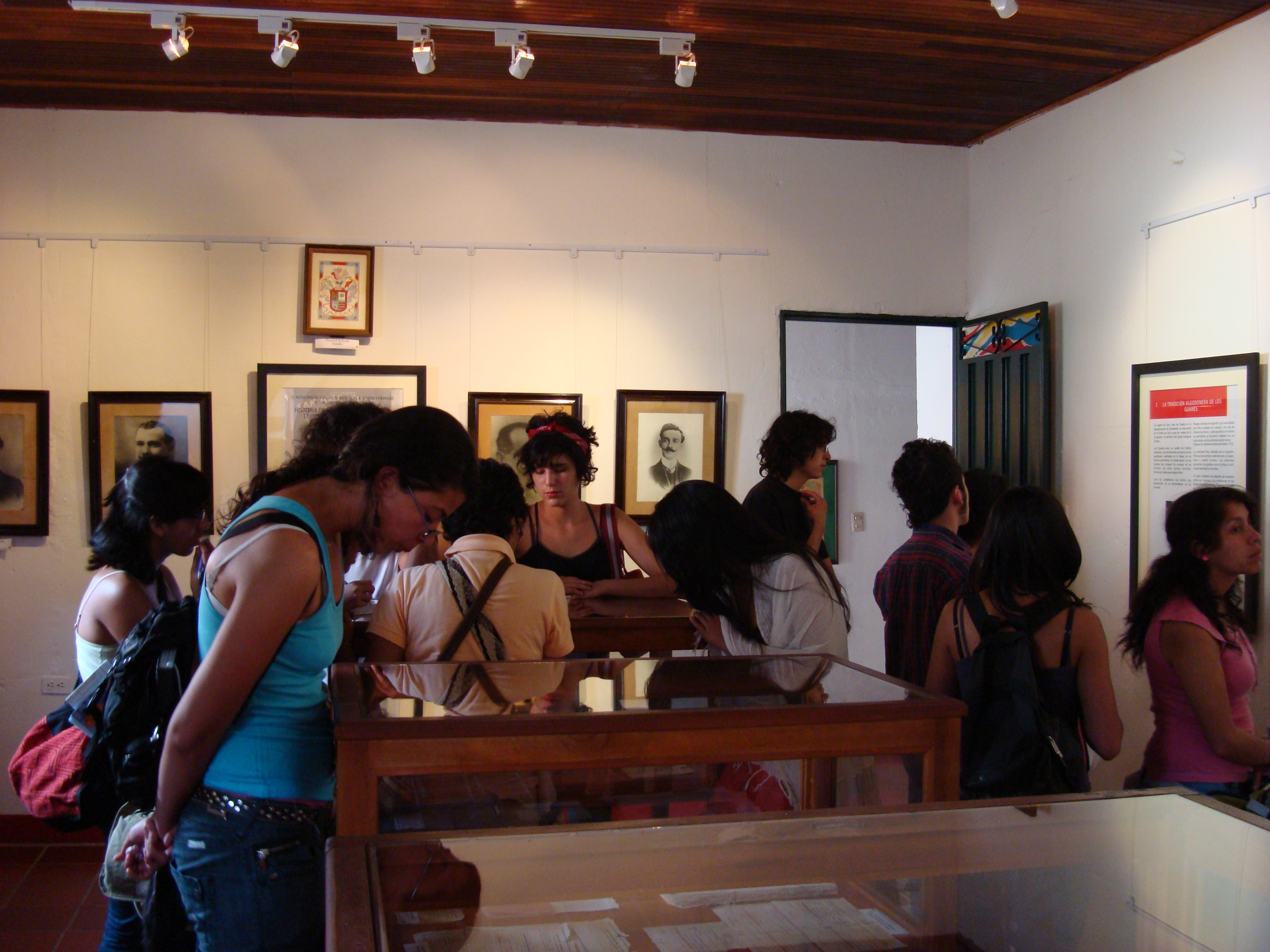
Visita de estudiantes de sociología de la Universidad Javeriana.

Mientras los accionistas se enfrentaban, la fábrica se rezagaba cada vez más, los trabajadores y pensionados sufrían condiciones cada vez más difíciles, a pesar de varias huelgas que también tuvieron muchas repercusiones en la vida de la nación. 

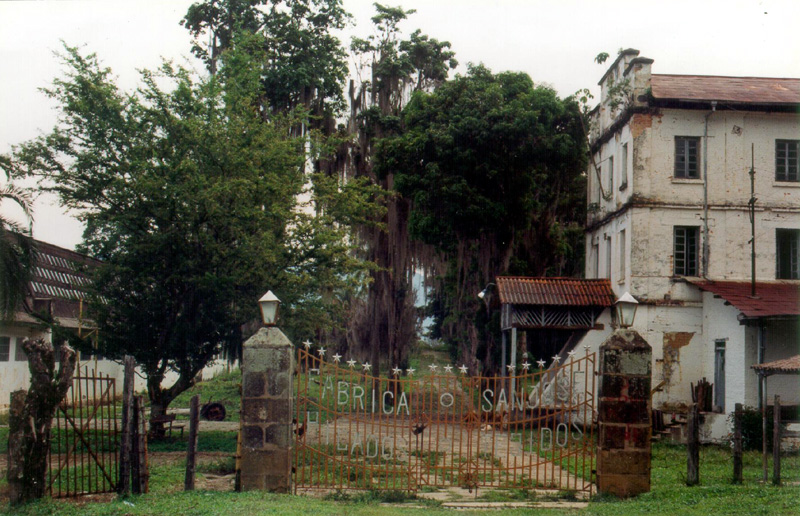
Ruinas de las fábricas.

El Museo del Algodón y Fábricas de San José de Suaita fue creado con el apoyo de la Alcaldía de Suaita, del Museo Nacional y por iniciativa de varios pobladores de San José, en particular Orlando Pérez Ovalle y Carlos Acuña Plata. El sociólogo Pierre Raymond, investigador de la historia de esta empresa (2), elaboró el guion museológico. El museo permite enterarse de muchos aspectos de la historia de la empresa, de sus trabajadores y del surgimiento del poblado de San José de Suaita. Incluye cinco máquinas textiles, vitrinas que presentan objetos, muestras de telas y documentos relativos a la vida de la empresa. Un centro de documentación permite consultar los archivos que contribuyeron al estudio de la historia de las Fábricas. El museo se inauguró el 18 de marzo de 2006.
Al lado del Museo se encuentran las ruinas de la fábrica y un busto de Lucas Caballero Barrera.

## Visitar del Museo
Para llegar a San José de Suaita, se toma la carretera nacional que une Bogotá a Bucaramanga. Se llega a Vado Real, un pequeño corregimiento de Suaita, ubicado a lo largo de la vía. En Vado Real existen taxis colectivos y camperos que llevan a Suaita, y en Suaita, se presta un servicio de camperos que permiten llegar a San José de Suaita.
Si quiere visitar el Museo contacte a su director, que habita en San José: Carlos Acuaña Plata 310 564 50 48

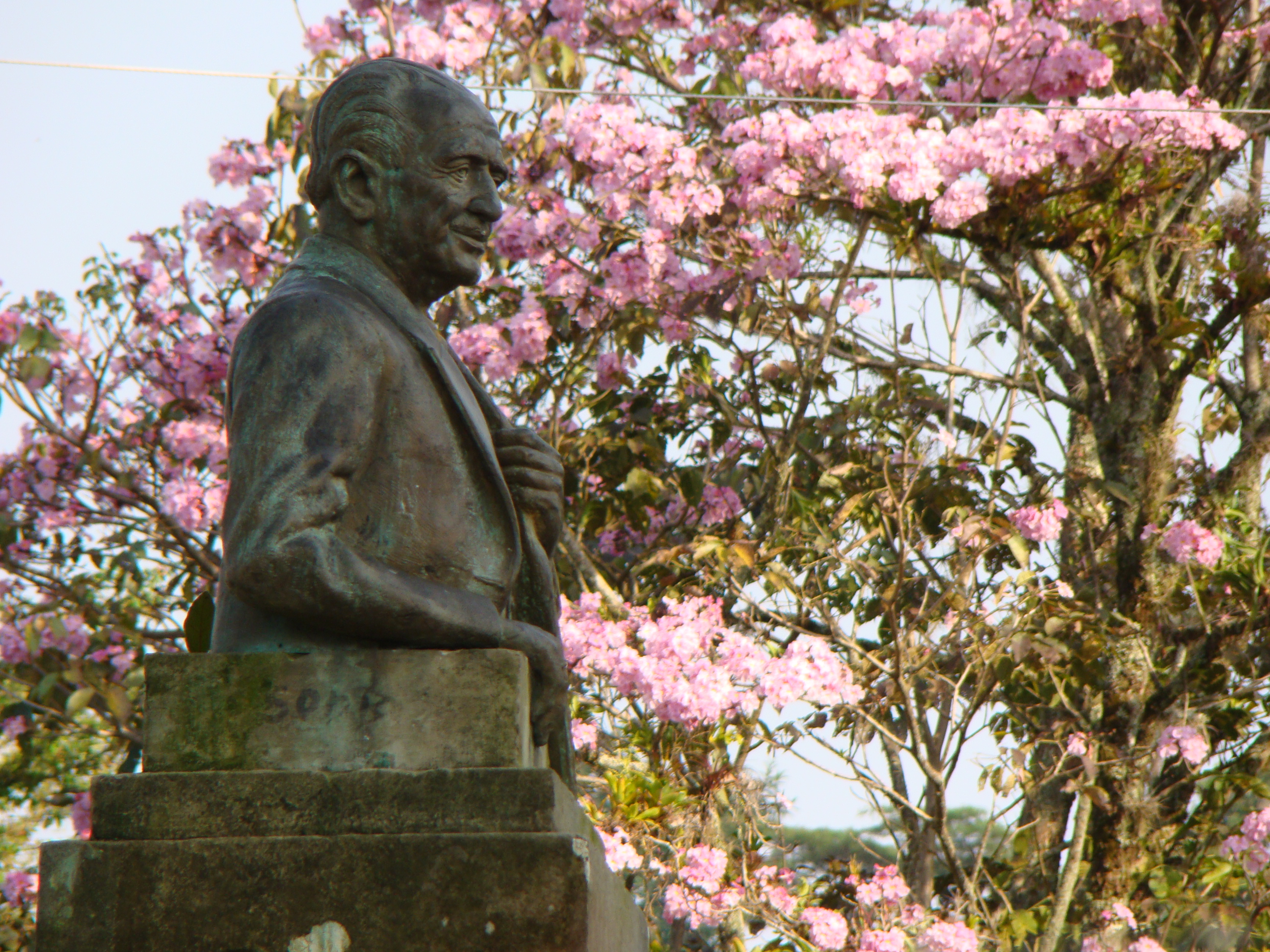
Monumento a Lucas Caballero B.

## Referencias

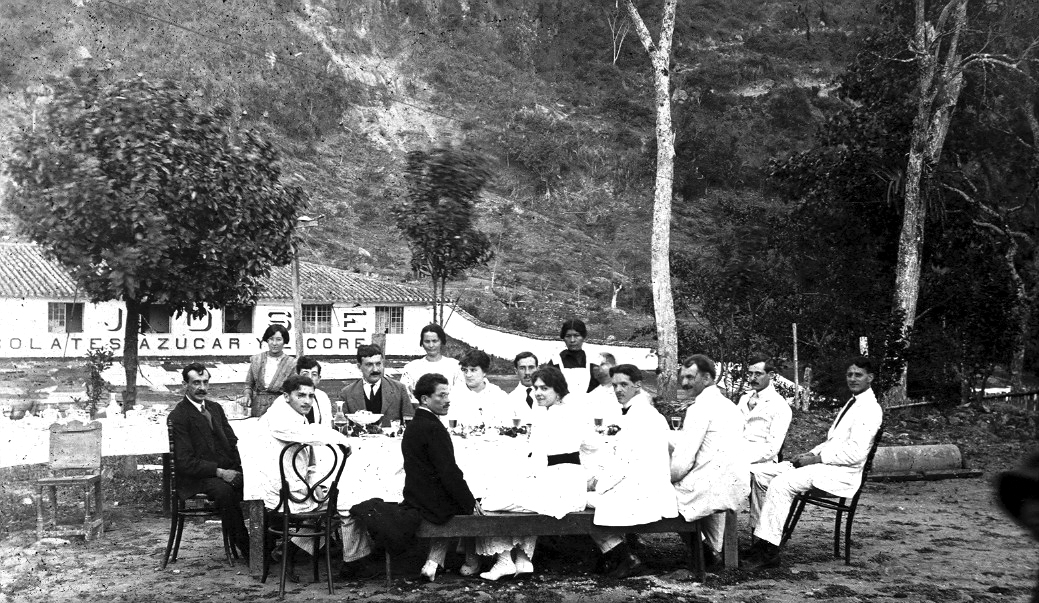
Reunión de los hermanos Caballero en las fábricas de San José, comienzos del siglo XX